# Acétogénines
En physiologie, les acétogénines sont des dérivés du métabolisme de l'acétyl-coenzyme A.

Formule chimique d'une annonacine (acétogénine dAnnona).

Dans un sens restreint, les acétogénines d'Annonaceae sont spécifiques de cette famille botanique et sont chimiquement des dérivés d'acides gras comportant généralement 35 ou 37 atomes de carbone. Ces molécules, découvertes en 1982 par Jolad et al., ont été trouvées dans de nombreuses espèces (plus de cinq cents).
Ces composés sont des inhibiteurs puissants d'une phase de la chaîne respiratoire mitochondriale ; ce qui leur donne un pouvoir antitumoral. Cependant, leur toxicité semble trop forte pour qu'ils soient utilisés comme médicaments; mais ils pourraient l'être comme outils pharmacologiques[réf. nécessaire].
Présentes dans plusieurs fruits du genre Annona, comme le corossol (Annona muricata), ces toxines alimentaires sont suspectées d'être impliquées dans la survenue de parkinsonismes atypiques en zone tropicale.